# St. Alban (Hörgertshausen)
Koordinaten: 48° 33′ 8,9″ N, 11° 50′ 36,3″ O
Die katholische Wallfahrtskirche St. Alban im Ortsteil Sankt Alban der Gemeinde Hörgertshausen im Landkreis Freising wurde im 15. Jahrhundert von einem Landshuter Baumeister errichtet. Sie ist in die Liste der Baudenkmäler in Hörgertshausen eingetragen.

## Geschichte
Für die in der Hallertau bedeutende Wallfahrtskirche wurde im 15. Jahrhundert ein spätgotischer Bau aus unverputztem Backstein mit angefügter Sakristei und Chorflankenturm geschaffen, da der Vorgängerbau für die Wallfahrt zu klein wurde. Zum Teil sind es schwärzlich gebrannte Ziegel in unregelmäßiger Verteilung. Er besitzt einen eingezogenen Chor mit Fünfachtelschluss, das Langhaus ist ein Saal. Die Größe der Kirche zeigt ihre überregionale Bedeutung an.
1833 riss ein Sturm die Kirchturmspitze ab, ohne dass die umliegenden Anwesen beschädigt wurden. Daraufhin wurde bis 1836 für 1080 Gulden der Kirchturm erhöht und mit einem Eisenblech eingedeckt. Am 19. Januar 1986 stürzte der Turm wiederum bei einem Sturm zur Hälfte ein. Er wurde in den Folgejahren wieder errichtet.
1960 wurde auf Betreiben des Bürgermeisters der Innenraum der Kirche renoviert und dabei der Hochaltar und die Kanzel entfernt. Teile des Hochaltars und das Altarblatt, das die Enthauptung des heiligen Alban darstellt, befinden sich heute in der Filialkirche Hl. Peter und Paul in Peterswahl.

## Ausstattung
Der Innenraum der Kirche wirkt hell und ziemlich leer, da es außer dem Zelebrationsaltar keinen Choraltar und auch keine Seitenaltäre gibt. Nur einige Heiligenfiguren und -bilder schmücken den Raum.
Die drei um 1500 angefertigten Heiligenfiguren der Hll. Alban, Florian und Ulrich stehen im Chor an der Stelle des ehemaligen Hochaltars. Der Mittelgang zwischen den Kirchenbänken ist recht breit. Die Innenausstattung wurde bis auf die Heiligenfiguren des Öfteren erneuert.

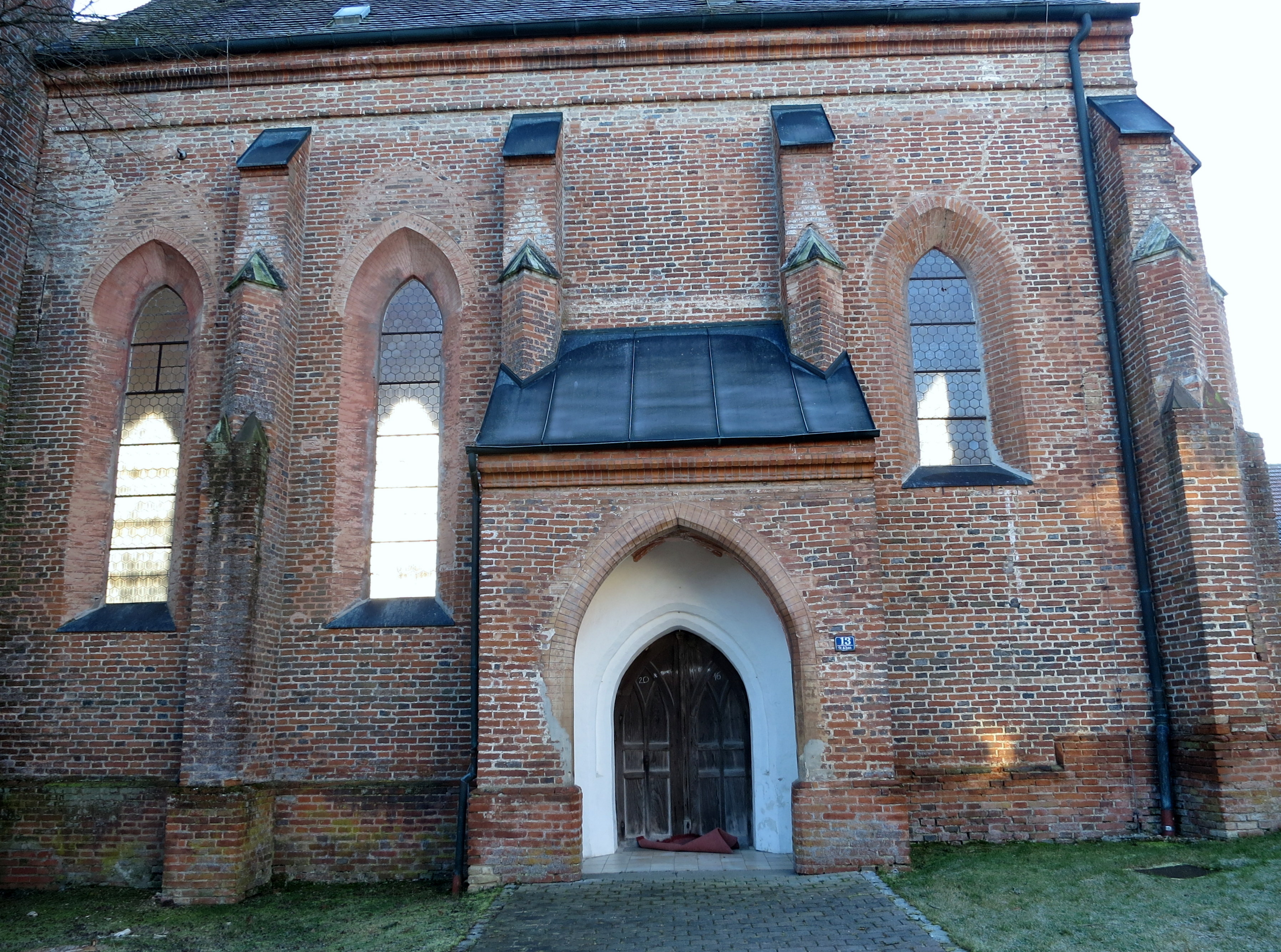
Nördlicher Eingang in das Langhaus
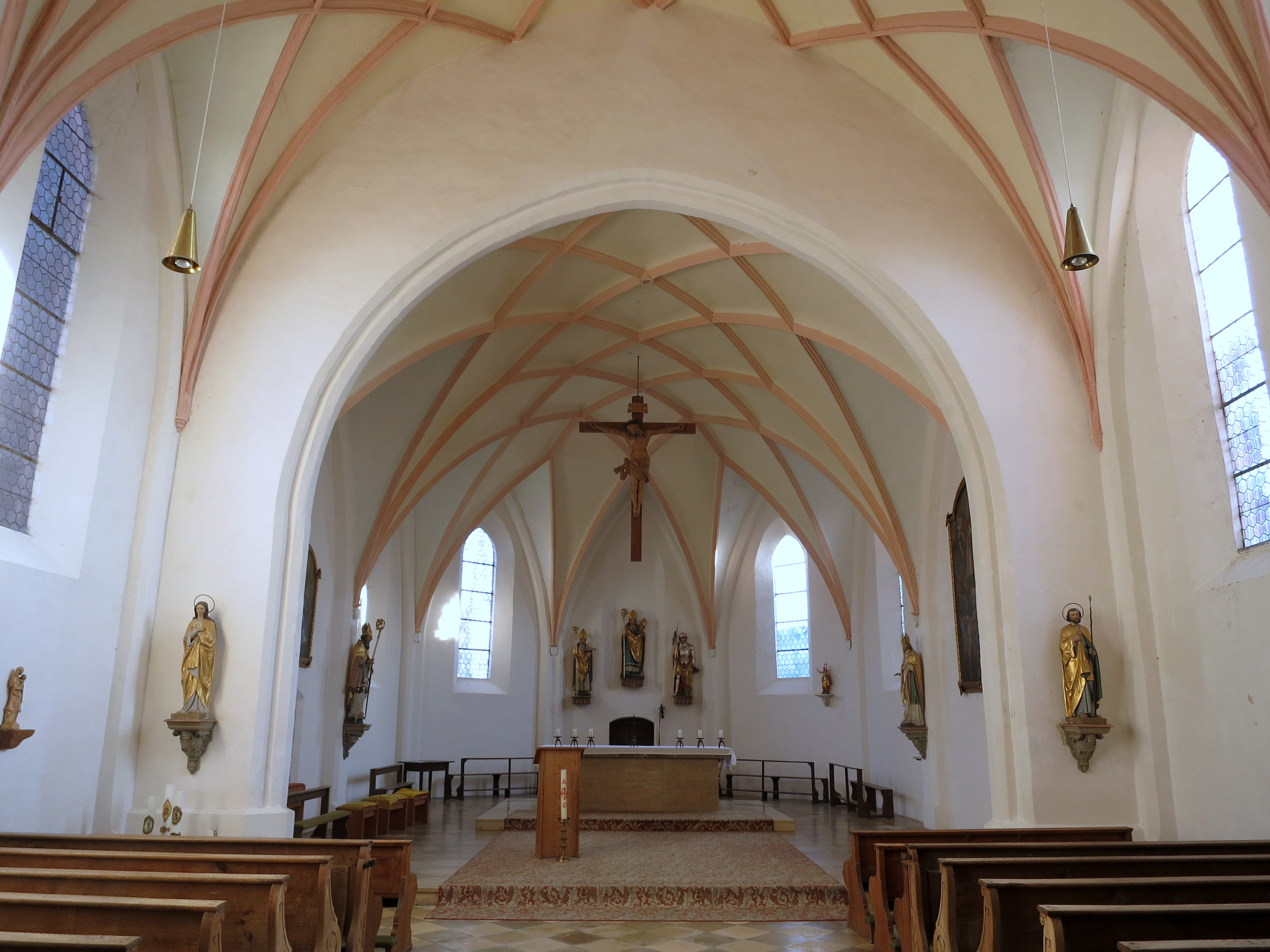
Blick zum Chor und Zelebrationsaltar
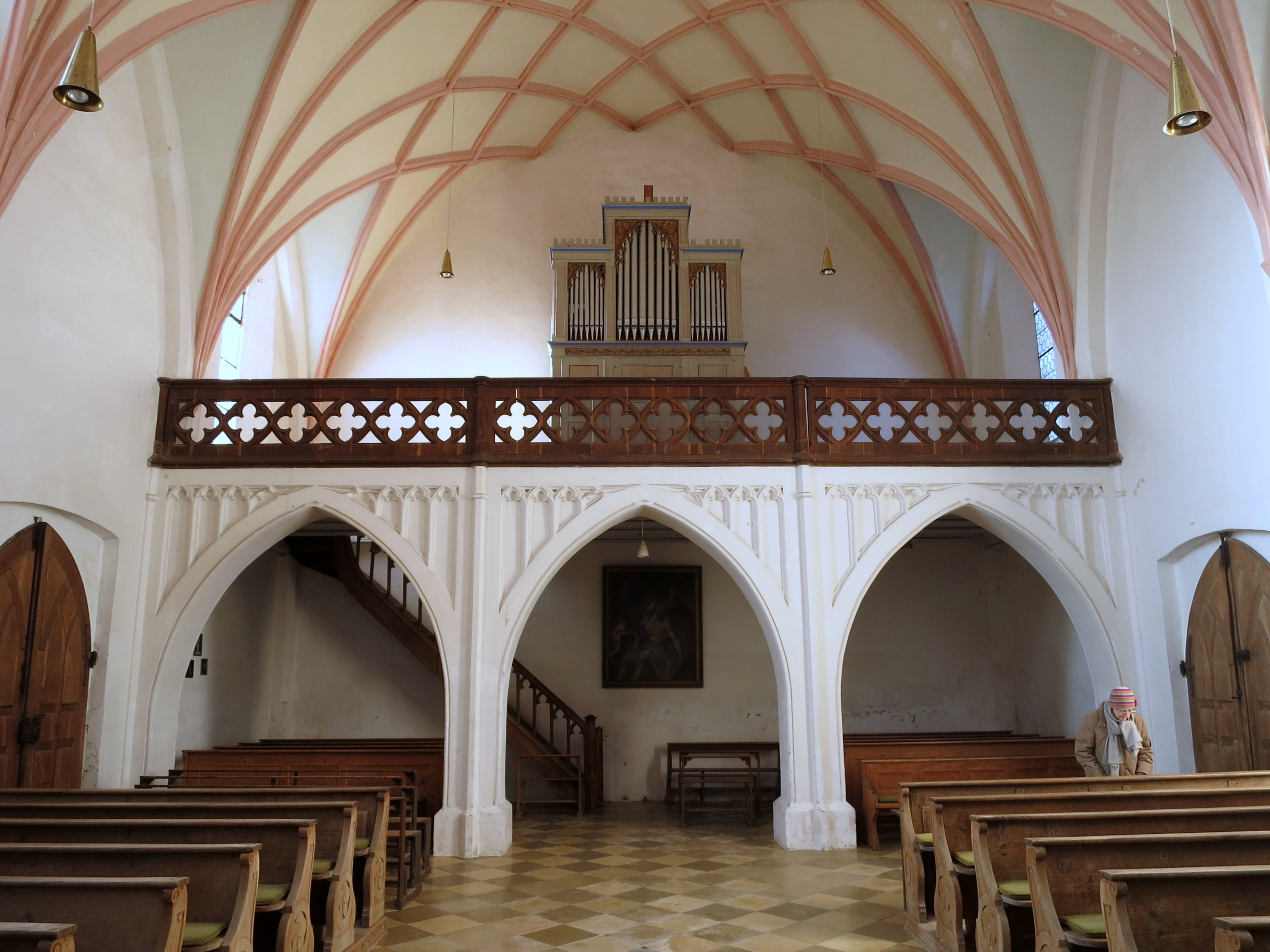
Blick zurück auf die Orgelempore
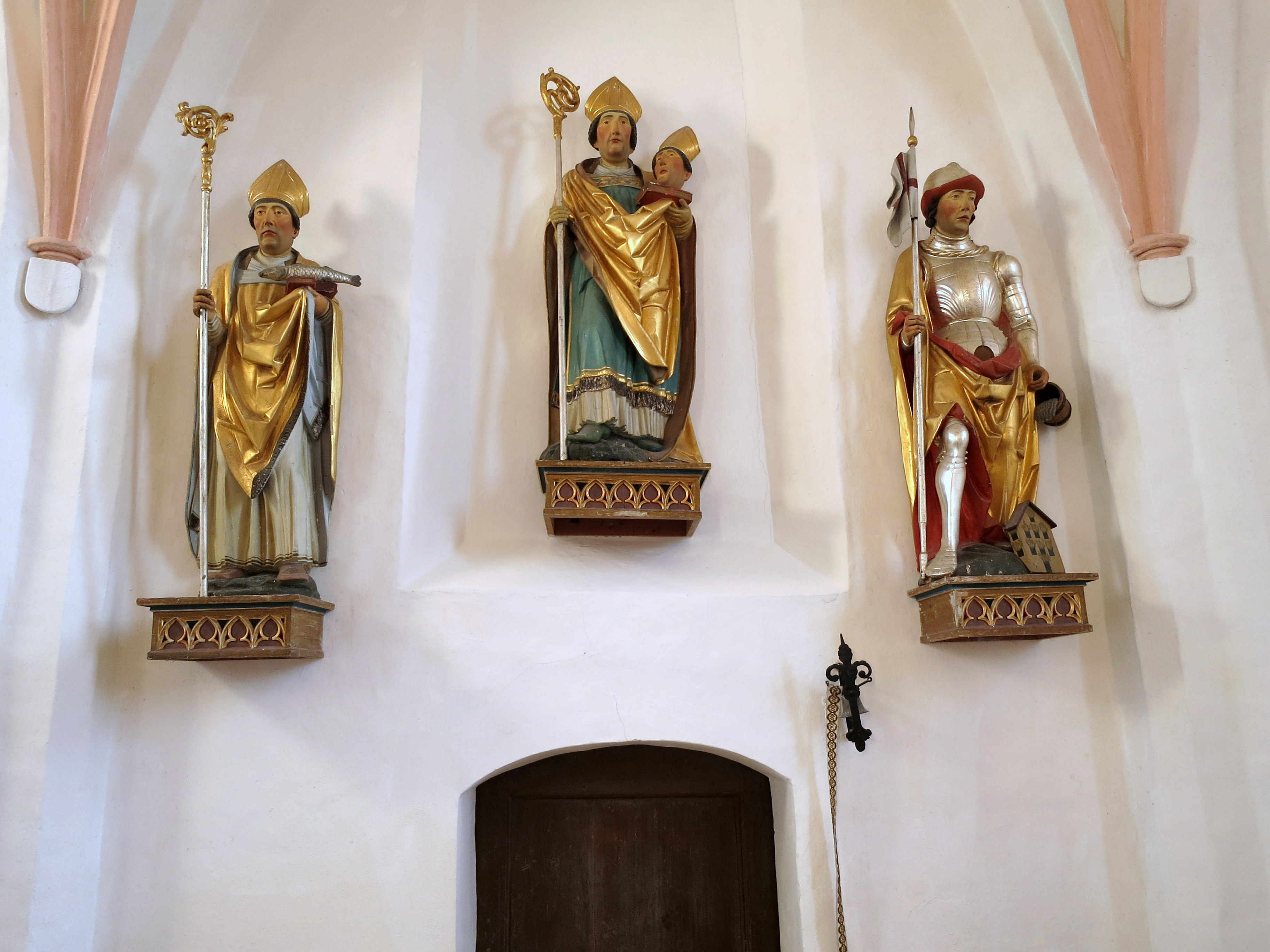
Heiligenfiguren an der Wand - Hl Ulrich, Hl. Alban, Hl. Florian
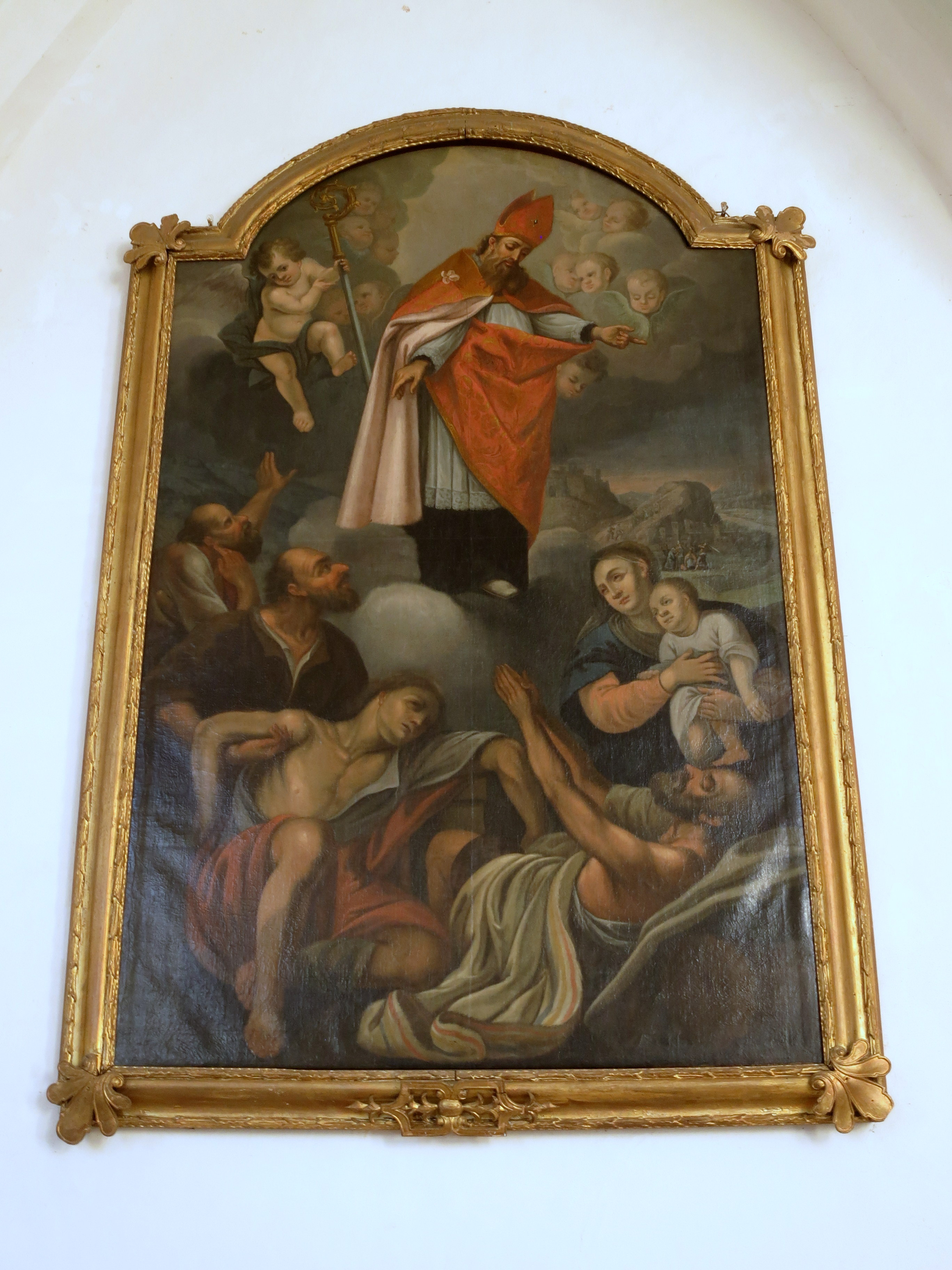
Gemälde auf der gegenüberliegenden Wand
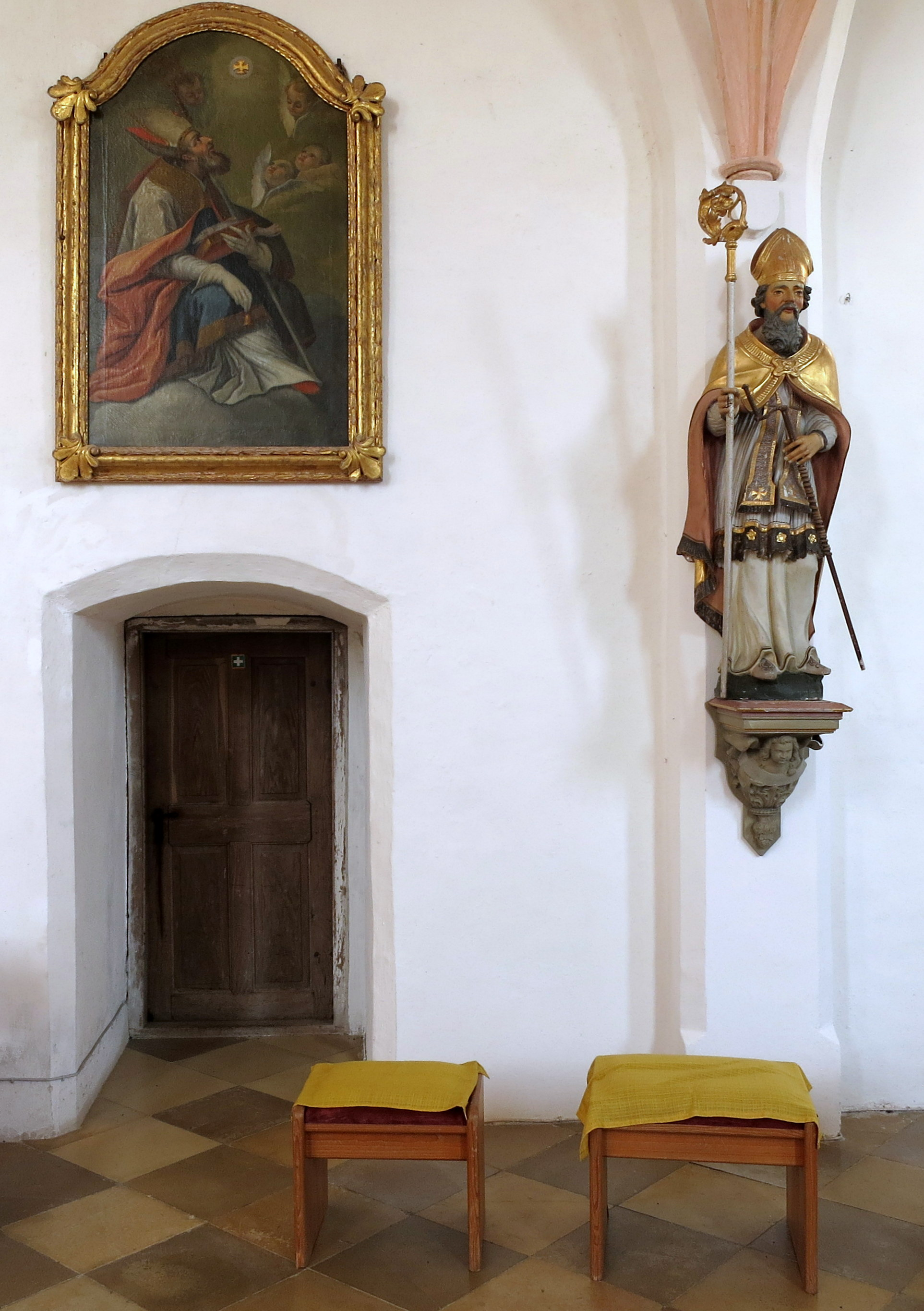
Bild und Heiligenfigur
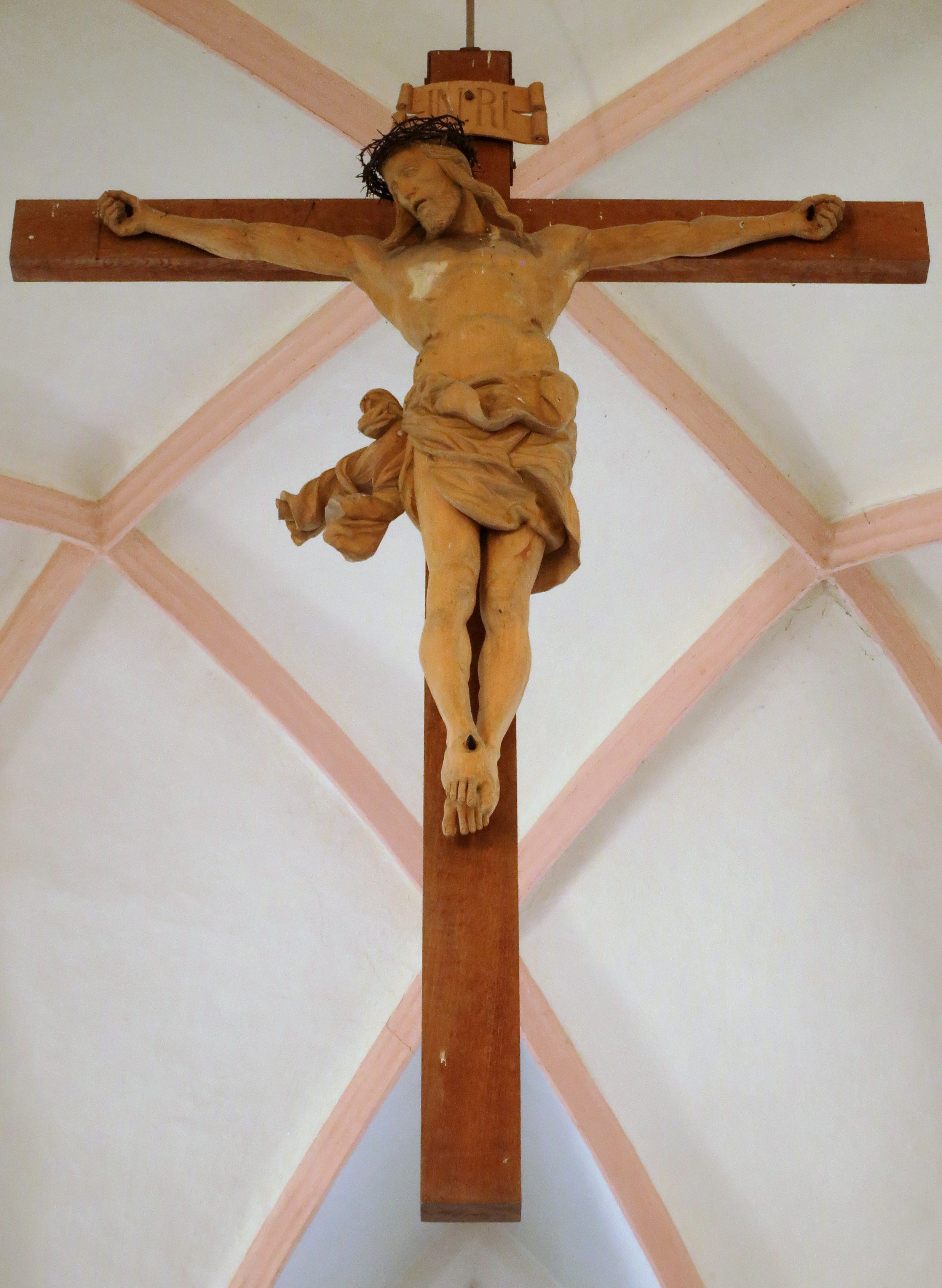
Das Chorkreuz schwebt über dem Altar
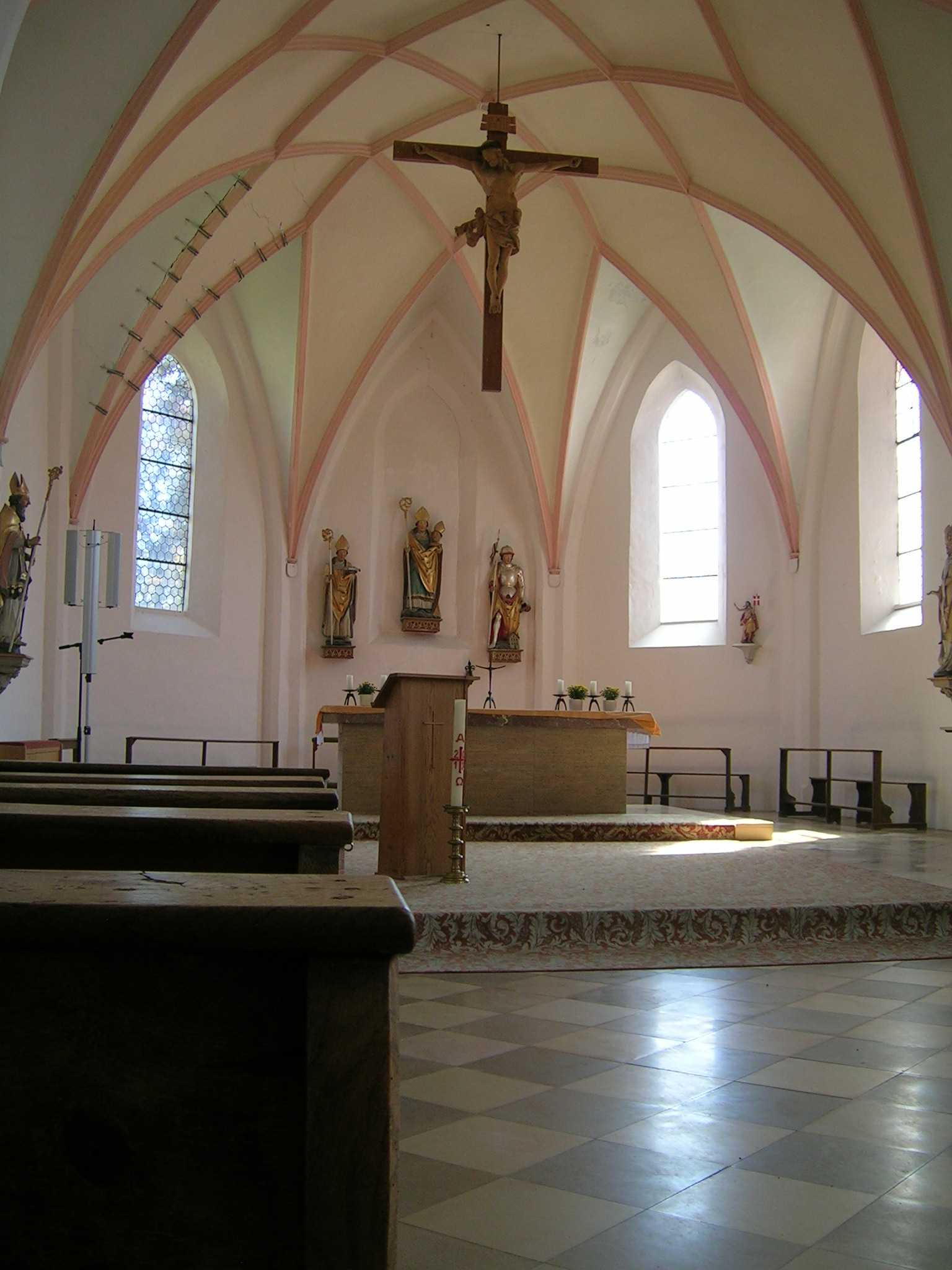
Schräger Blick zum Chor

## Markt und Bedeutung der Wallfahrten

### Albiganer Markt

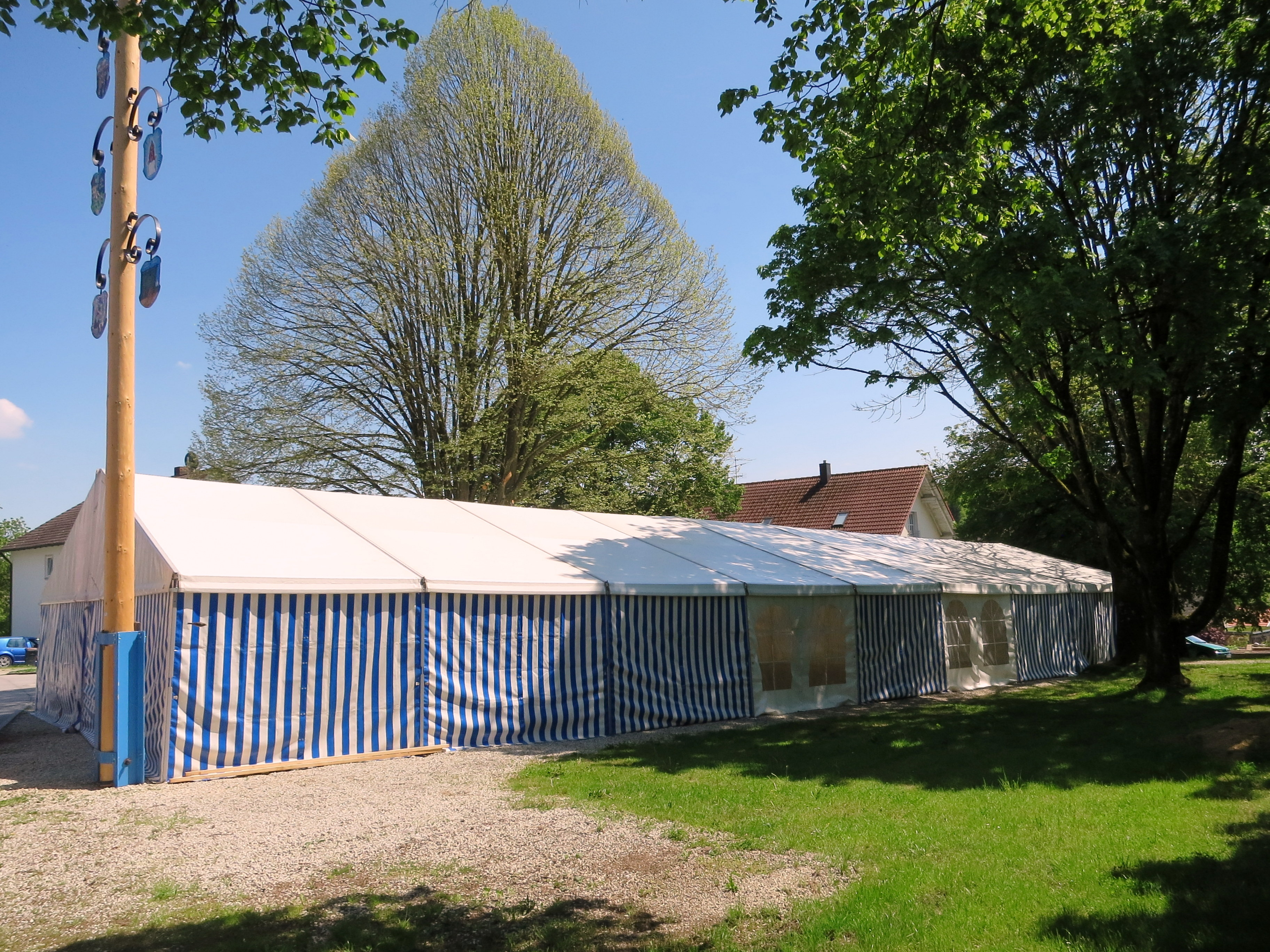
Das Zelt für den Albiganer Markt 2017

Der Albiganer Markt reicht wohl bis ins 12. Jahrhundert zurück und findet noch heute in abgeschwächter Form statt. und galt als die wichtigste Wallfahrt in der Hallertau. Er galt als jahrhundertealter „großer Menschen- und am Montag auch Viehmarkt“, bei dem die Bauern Saisonarbeitskräfte für die Ernte anwarben. Die früheste gesicherte Aufzeichnung ist die Gestattung des Marktes durch Kurfürst Maximilian II. Emanuel und eine Kirchenrechnung von 1684.
Der Markt wird am 5. Sonntag nach Ostern, dem Bittsonntag vor Christi Himmelfahrt mit dem am Folgetag stattfindenden Personal- und Tiermarkt noch heute von der Dorfgemeinschaft St. Alban durchgeführt, die „die Albiganerer“ genannt werden. Da das Wirtshaus geschlossen ist, gibt es in den letzten Jahren nur eine Traditionsveranstaltung zum Erhalt des Brauches.
Die Einnahmen durch Markt und Wallfahrt erklären die beträchtliche Größe der Kirche, die in der Region die größte nach dem Kastulusmünster in Moosburg ist.

### Wallfahrt
Die Wallfahrt war bis in die 1960er Jahre eine der größten und wichtigsten in der Hallertau.
Der Sage nach wanderte der heilige Alban mit seinem abgeschlagenen Kopf bis an diesen Ort, an dem er begraben werden wollte. Am Sonntag fand eine Prozession aus den Pfarreien Au, Attenkirchen und Reichertshausen und am Montag aus den Pfarreien Nandlstadt, Tegernbach, Hebrontshausen, Margarethenried, Priel, Volkmannsdorf, Gammelsdorf, Mauern, Inkofen und Hörgertshausen statt. Im Laufe der Zeit wurde der Einzugsbereich der Wallfahrer immer geringer und der absolute Tiefpunkt war 1769 erreicht, als von den Ortsbewohnern nur eine normale Messe angeschafft wurde. Die Wallfahrt erholte sich aber wieder und die Prozessionszüge aus den umliegenden Pfarreien Nandlstadt, Baumgarten und Margarethenried waren wieder jährlicher Bestandteil des „Albiganer Markts“.  Heute findet am Montag noch traditionsgemäß ein Bittgang von Hörgertshausen nach Sankt Alban statt.